# Luther Strange
Luther Johnson Strange III (Birmingham, 1º marzo 1953) è un politico statunitense, senatore per lo stato dell'Alabama dal 2017 al 2018 ed in precedenza procuratore generale dello stesso stato dal 2011 al 2017. Strange è membro del Partito Repubblicano.

## Biografia
Nato a Birmingham, Strange si laureò in legge all'Università Tulane. Dopo gli studi, lavorò alla Sonat, azienda di gas naturale di Birmingham, prima come avvocato e poi come capo dell'ufficio di Washington D.C.. Lasciò l'azienda nel 1994. Nel 2006 si candidò come vicegovernatore dell'Alabama vincendo le primarie repubblicane ma perdendo poi le elezioni generali contro il democratico Jim Folsom Jr. Nel 2010 venne eletto procuratore generale dell'Alabama e venne poi rieletto nel 2014.
Il 6 dicembre 2016 Strange annunciò la sua candidatura al seggio del Senato lasciato vacante da Jeff Sessions, scelto dal Presidente eletto Donald Trump come procuratore generale degli Stati Uniti. Dopo la conferma di Sessions come procuratore generale da parte del Senato e le sue conseguenti dimissioni da senatore, Strange fu quindi nominato senatore il 9 febbraio 2017 dal governatore dell'Alabama Robert J. Bentley. Nelle elezioni speciali indette per assegnare definitivamente il seggio ad un sostituto, Strange venne sconfitto nelle primarie repubblicane dall'ex magistrato Roy Moore, che a sua volta perse contro il democratico Doug Jones.